# Stenosini
Stenosini (лат.) — триба жесткокрылых из семейства чернотелок. Включает около 360 видов из 40 родов. Встречаются повсеместно, кроме Австралии. Предпочитают засушливые регионы, избегая сильно или крайнеаридных пустынь. Представители трибы найдены в Афротропической, Ориентальной и Неотропической областях, в южной части Неарктики и Палеарктики.

## Систематика
В составе трибы 40 родов (около 360 видов), 6 подтриб, две из которых космополитные, две известны в Старом Свете, и две — в Новом Свете:
- роды: Aspidocephalus — Dichillus — Eutagenia — Microblemma — Microtelus — Pseudethas — Reitterella — Rhypasma — Stenosis — Tagenostola
- Renefouqueosis peruviensis
- Bamarosis fouquei
- Shanosis renei
- другие